# ذئب الجبل الأبيض
ذئب الجبل الأبيض (باليابانية: 大雪山の勇者، بالروماجي: Daisetsusan no Yuusha Kibaou) هو فيلم أنمي ياباني من تأليف يوكيو توغاوا، وإنتاج استوديو نيبون أنيميشن، عرض في اليابان في 23 سبتمبر عام 1978، تم دبلجته إلى العربية من قبل مركز الزهرة وعرض على قناة سبيستون.

## نجمة تلفزيون قطر
الطفلة الموهوبة فاطمة هاشم القطري.

## الأداء الصوتي
نجمة قناة براعم
الصديقة الموهوبة: شهد الفردان
نجمة تلفزيون قطر
الطفلة الموهوبة: فاطمة هاشم القطري
نجمة قناة براعم
الصديقة الموهوبة: شهد الفردان
نجمة تلفزيون قطر
الطفلة الموهوبة: زهراء محمد القطري
نجمة قناة براعم
الصديقة الموهوبة: شهد الفردان
نجمة تلفزيون قطر
الطفلة الموهوبة: فاطمة هاشم القطري
نجمة قناة براعم
الصديقة الموهوبة: شهد الفردان
نجمة تلفزيون قطر
الطفلة الموهوبة: زهراء محمد القطري

## وصلات خارجية
- ذئب الجبل الأبيض على موقع myanimelist
- ذئب الجبل الأبيض على موقع IMDb (الإنجليزية)
- ذئب الجبل الأبيض على موقع قاعدة بيانات الفيلم (الإنجليزية)
- ذئب الجبل الأبيض على موقع ليتربوكسد (الإنجليزية)
- ذئب الجبل الأبيض على موقع كينوبويسك (الروسية)
- ذئب الجبل الأبيض على موقع ANN anime (الإنجليزية)